# 메리 블레어
메리 블레어(Mary Blair)는 미국의 일러스트레이터이다. 본명은 메리 로빈슨이다.
월트 디즈니 회사에서 전속 일러스트레이터로서 이상한 나라의 앨리스 등의 작품 제작에 관여하였다.